# 孚郡王墓
孚郡王墓，位于北京市海淀区苏家坨镇草厂村西南，为清朝道光帝第九子孚敬郡王奕譓的陵寝。俗称“九王坟”。

## 历史
孚郡王墓1937年被盗，随后奕譓的继孙溥伒（即溥雪斋）曾来孚郡王墓处理善后事宜。1960年代之后，孚郡王墓地宫被改成了防空洞，祾恩殿后的月台改作篮球场。
1984年，孚郡王墓被北京市人民政府公布为北京市文物保护单位。2005年，醇亲王墓修缮完工，孚郡王墓随即开始修缮。当时海淀区文化委副主任王小军介绍，孚郡王墓和醇亲王墓都在海淀区大西山风景旅游区内，两墓全部修缮完工后，将作为旅游景点对公众开放，

## 建筑
孚郡王墓建筑坐西朝东，前方后圆，东西长大约为200米，南北宽大约为80米。该墓的阴宅建筑自东向西依次为：
- 石桥、月牙河
- 碑亭：单檐歇山顶。内有驮龙碑。
- 南北朝房：各三间
- 祾恩门：三间
- 祾恩殿：五间，单檐歇山顶绿琉璃瓦。殿内早年供奉牌位，条案上方悬八角宫灯。殿南北有墙，为前、后院之间的分隔，墙上有角门南北各—。
- 宝城
- 宝顶：享殿后面有月台，上有泄水石。月台上即为大红宝顶，宝顶下有须弥座。宝顶后面有圆弧形的红墙。红墙外为条石石阶，条石下砌城砖。[1]宝顶在文化大革命时期被铲平。2005年开工修缮时，房建修二公司的技术人员根据清代王爷坟宝顶的一般式样，设计了多种宝顶样式，请在附近居住的老人辨认当年孚郡王墓宝顶的样式，然后按原样复建。[3]

该墓的阳宅在北安河村北面，有三进院子，曾经被用作学校，后改为民居。
该墓西北有一小坟地，葬有奕譓的过继子、贝勒载澍的嫡福晋叶赫那拉氏（桂祥的三女儿）。其被盗时间比1937年略晚。